# Rugby Europe Trophy 2023-24
El Rugby Europe Trophy 2023-2024 fue la séptima edición del tercer torneo en importancia de rugby en Europa por debajo del Seis Naciones y el Championship.

## Participantes
- Croacia
- Lituania
- República Checa
- Suecia
- Suiza
- Ucrania

## Posiciones
| Pos. | País            | Encuentros | Encuentros | Encuentros | Encuentros | Tantos  | Tantos    | Tantos     | Puntos Bonus | Puntos |
| Pos. | País            | jugados    | ganados    | empatados  | perdidos   | a favor | en contra | diferencia | Puntos Bonus | Puntos |
| ---- | --------------- | ---------- | ---------- | ---------- | ---------- | ------- | --------- | ---------- | ------------ | ------ |
| 1    | Suiza           | 5          | 5          | 0          | 0          | 198     | 64        | +134       | 0            | 22     |
| 2    | Suecia          | 5          | 4          | 0          | 1          | 145     | 112       | +33        | 0            | 18     |
| 3    | República Checa | 5          | 3          | 0          | 2          | 192     | 153       | +39        | 0            | 14     |
| 4    | Croacia         | 5          | 2          | 0          | 3          | 130     | 132       | -2         | 3            | 11     |
| 5    | Lituania        | 5          | 1          | 0          | 4          | 103     | 143       | -40        | 0            | 4      |
| 6    | Ucrania         | 5          | 0          | 0          | 5          | 61      | 225       | -164       | 0            | 0      |

Nota: Se otorgan 4 puntos por victoria, 2 por empate y 0 por derrota.
Puntos Bonus: 1 punto por convertir, al menos, 3 ensayos más que el rival en un partido (BO) y 1 al equipo que pierda por 7 o menos puntos de diferencia (BD).

## Partidos
| 28 de octubre de 2023 | Suecia | 48 - 37 | República Checa |  |  |

| 4 de noviembre de 2023 | República Checa | 48 - 22 | Croacia |  |  |

| 4 de noviembre de 2023 | Ucrania | 14 - 32 | Lituania |  |  |

| 4 de noviembre de 2023 | Suiza | 23 - 12 | Suecia |  |  |

| 11 de noviembre de 2023 | Lituania | 17 - 31 | Suiza |  |  |

| 11 de noviembre de 2023 | Ucrania | 5 - 41 | Croacia |  |  |

| 18 de noviembre de 2023 | Croacia | 20 - 22 | Suecia |  |  |

| 25 de noviembre de 2023 | República Checa | 34 - 24 | Lituania |  |  |

| 9 de marzo de 2024 | República Checa | 25 - 41 | Suiza |  |  |

| 16 de marzo de 2024 | Croacia | 37 - 22 | Lituania |  |  |

| 23 de marzo de 2024 | Ucrania | 18 - 48 | República Checa |  |  |

| 23 de marzo de 2024 | Lituania | 8 - 27 | Suecia |  |  |

| 23 de marzo de 2024 | Suiza | 35 - 10 | Croacia |  |  |

| 6 de abril de 2024 | Suecia | 36 - 24 | Ucrania |  |  |

| 13 de abril de 2024 | Suiza | 68 - 0 | Ucrania |  |  |